# Tympanotonos fuscatus
Tympanotonos fuscatus is een slakkensoort uit de familie Potamididae. De wetenschappelijke naam werd gepubliceerd in 1758 door Carl Linnaeus in de tiende editie van Systema naturae. 